# Майкосуэл, Режиналдо
Майкосуэ́л Режина́лдо ди Ма́тос (порт. Maicosuel Reginaldo de Matos; 16 июня 1986, Козмополис, Бразилия) — бразильский футболист, полузащитник.

## Биография
В 2005 год у Майкосуэл перешёл в «Парану», где сразу же стал игроком основного состава. В 2007 году игрока приобрёл «Крузейро», желавший видеть его в основе. Но Майкосуэл провёл всего 9 матчей и оказался никому не нужен. В 2008 году он был отдан в аренду в «Палмейрас», но и там он не смог заиграть. В следующем голу его в аренду взял «Ботафого». Именно в этой команде он смог по-настоящему раскрыться и продемонстрировать своё мастерство. В 20 матчах он забил 13 мячей и ещё несколько раз ассистировал партнёрам. Майкосуэл стал лучшим игроком «Ботафого» того сезона и привлёк внимание европейских клубов.
21 мая 2009 года Майкосуэла подписал немецкий «Хоффенхайм», заплатив за него 4,5 миллиона евро и подписав с ним пятилетний контракт. 8 августа 2009 года дебютировал в Бундеслиге домашним матчем первого тура против мюнхенской «Баварии», который завершился вничью 1:1. На 67-й минуте Майкосуэл заменил Ведада Ибишевича.
Летом 2010 года Майкосуэл вернулся в «Ботафого». В 2012—2014 гг. выступал за итальянский «Удинезе», после чего вернулся на родину, в «Атлетико Минейро».

## Достижения
- Чемпион штата Риу-Гранди-ду-Сул (1): 2018
- Чемпион штата Минас-Жерайс (3): 2008, 2015, 2017
- Чемпион штата Парана (1): 2006
- Чемпион Кубка Бразилии (1): 2014